# یواس‌اس سینسینتی (۱۸۶۱)
یواس‌اس سینسینتی (۱۸۶۱) (به انگلیسی: USS Cincinnati (1861)) یک کشتی بود که طول آن ۱۷۵ فوت (۵۳ متر) بود. این کشتی در سال ۱۸۶۱ ساخته شد.